# Apes
Apes（エイプス）は、日本のロック・バンド。I’m lonely but I’m not alone.を掲げている。

## 概要
- Vo&Gt.坂井玲音を中心に3ピースバンドとして2017年に結成するがメンバー脱退によりサポート体制での活動を開始。2020年にサポートメンバーであったGt.アラユが、2021年にはDr.MorikazuとBa.村尾ケイトが加入、以降現体制にて活動中。
- 2021年、次世代により開催されたオーディション『Go Toオーディション』にて1000組を超える応募者のなかからグランプリを獲得[1]。
- フロントマン、坂井の書く歌詞にはうっすらと漂う閉塞感の中での感情が綴られ、さまざまなルーツをもって集ったメンバーはその歌詞とメロディを爆音でブーストする。DIYで作られるMVやアートワークにも、このバンドが持つベーシックなムードがしっかり貫かれている。

## 来歴
- 2021年3月 新宿Marbleにて配信企画『LIVE FOR YOU』開催、4月 新宿Marbleにて自主企画『LIVE WITH YOU』開催、5月、Go Toオーディションでグランプリを獲得[1]。
- 2022年3月 1stEP『Catchall』リリース、4月 1st EP『Catchall』東名阪リリースツアー “No threw” 開催。
- 2023年1月 3人体制初となるシングル『Hesitate』をリリース[2]、4月 1st フルアルバム『PUR』リリース、5月 1st フルアルバム『PUR』東名阪リリースツアー開催、8月 SUMMER SONIC 2023『出れんの!?サマソニ!? 2023』出演。
- 2024年2月 新宿Marbleにて初のワンマンライブ『A LIVE』開催、6月 徳間ジャパンコミュニケーションズよりメジャー・デビュー・1st Major EP 『WANDERS』リリース、8月 SUMMER SONIC 2024 SONICステージのオープニングアクトとして出演、12月2nd Major EP 『GATEWAY』リリース。
- 2025年1月 新宿Marbleにて自身主催の『猿フェス2025』開催

## メンバー
- 坂井 玲音 - ギター・ボーカル　1999年7月26日（25歳）
  - 高校時代にスリーピースバンドとしてApesを結成した。オリジナルメンバーはVo坂井のみである。バンド名の由来は初期メンバーがゴリラのような見た目をしていた事から来ている。
  - 好きな食べ物はグミ。チョコが苦手。趣味は喫煙可能な喫茶店を探す事とレコード集め。古着を好んで着ている。
  - メンバーからはレオさん、またはレオくんの愛称で呼ばれている。喫煙者、煙草はハイライトメンソール。
  - バンドに関わるアートワークを全面的にプロデュース。バンドとは別にDJとしても活動をしている。

- アラユ - ギター　1999年10月14日（25歳）
  - 自身が発足したPLN2にて映像作家としても活動している。MV監督。
  - 以前に組んでいたバンドが解散したタイミングで、対バンした事のあったVo坂井に「ギターを弾かせて欲しい」と連絡をした事が加入のきっかけである。
  - 学生時代、就活の時期に一度Apesへの加入を渋った事がある。正規加入の際に話をした場所は三浦のハンバーグ。
  - モンスターエナジー パイプライン味を好んでよく飲んでいる。趣味は観葉植物収集。主にビカクシダ。喫煙者、煙草はハイライトメンソール。

- 村尾ケイト - ベース　1999年11月9日（25歳）
  - Vo坂井とGtアラユの2人体制の時期に対バンにて出逢う。その後1年ほどの期間をあけ、再びGtアラユと新宿にて偶然の再開を果たす。ノリで飲みに行った居酒屋にてベースサポートの依頼を受け、1年程のサポート期間を経て正式加入。加入の際に話をした場所は恒例の山本のハンバーグ。
  - かなりの甘党。好きな食べ物はチョコや焼き菓子。特にスコーンなどを好む。趣味は服とバイク。デニムやアイウェアを好んで収集している。喫煙者、煙草はピースライト。以前はラッキーストライク。
  - グッズ担当。

### 旧メンバー
- 河野浩樹 - ドラムス
  - 2018年8月25日脱退。

- オサダカズキ - ベース
  - 2019年4月21日脱退。

- Morikazu - ドラムス
  - 2022年10月26日活動休止。2022年12月23日脱退。